# The Funky Headhunter
The Funky Headhunter è un album di studio del 1994 di MC Hammer, dove però si firmò semplicemente Hammer.
L'8 settembre dello stesso anno, il disco è certificato di platino dalla RIAA.

## Tracce
1. Intro
2. Oaktown
3. It's All Good
4. Somethin' For The O.G's
5. Don't Stop
6. Pumps And A Bump
7. One Mo' Time
8. Clap Yo' Hands
9. Break 'Em Off Somethin' Proper
10. Don't Fight The Feelin'
11. Somethin' 'Bout The Goldie In Me
12. Sleepin' On A Master Plan
13. It's All That
14. Funky Headhunter
15. Pumps And A Bump (Reprise: Bump Teddy Bump)
16. Help Lord (Won't You Come)